# Micromus australis
Micromus australis là một loài côn trùng trong họ Hemerobiidae thuộc bộ Neuroptera. Loài này được Hagen miêu tả năm 1858.